# Atlantische Hurrikansaison 1982
Die Atlantische Hurrikansaison 1982 begann offiziell am 1. Juni 1982 und dauerte bis zum 30. November. Diese Daten begrenzen üblicherweise die Periode des Jahres, in der sich im atlantischen Becken die meisten tropischen Wirbelstürme bilden.
1982 bildeten sich wenige Stürme und jene, die sich gebildet hatten, waren meist schwach oder blieben auf See. Die Saison startete früh mit Hurrikan Alberto, der sich am ersten Tag der offiziellen Saison bildete. Alberto bedrohte den Südwesten Floridas als tropische Sturm und führte zu dreiundzwanzig Opfern auf Kuba. Der nächste Sturm bildete sich im Juni und hatte Auswirkungen auf dasselbe Gebiet wie Alberto. Er führte zu Sachschäden von zehn Millionen US-Dollar. Der Juli war ohne Aktivität.
Der folgenschwerste Sturm der Saison war der Tropische Sturm Beryl, der 115 Personen tötete, als er über die Kapverden hinwegzog. Außerdem nennenswerte Stürme war Hurrikan Debby, der ungewöhnlich weit im Norden die Kategorie vier auf der Saffir-Simpson-Hurrikan-Windskala erreichte. Die Saison begann früh, da sich Hurrikan Alberto am ersten Tag der Saison bildete. Der letzte Sturm der Saison war der Tropische Sturm Ernesto, der mit nur drei Tagen auch die kürzeste Dauer hatte und weit auf See blieb.
Diese Inaktivität wurde durch Windscherungen in mittlerer Höhe verursacht, die in der Karibischen See und auf dem offenen Atlantischen Ozean ungewöhnlich stark waren. Die Windscherung wurde auf eine Reihe von Faktoren zurückgeführt. Die vertikale Windscherung war stark genug, um die Konvektion in Gebieten mit gestörtem Wetter zu verhindern, sodass sich diese nicht weiterentwickeln konnten. Der El Niño, der diese Hurrikansaison beeinflusste, erstreckte seine Auswirkungen in die atlantische Hurrikansaison 1983 aus. Die tropische Aktivität wurde möglicherweise auch durch überdurchschnittliche Mineralstaubkonzentrationen in der Luft mit Ursprung in Afrika unterdrückt.

## Stürme

### Hurrikan Alberto
→ Hauptartikel: Hurrikan Alberto (1982)
Am 1. Juni entwickelte sich aus einem bestehenden Wolkensystem im Westen Kubas ein tropisches Tiefdruckgebiet. Es wanderte langsam in nordöstlicher Richtung durch den Golf von Mexiko und verstärkte sich am 3. Juni zum Tropischen Sturm Alberto. Alberto zog auf einem irrenden Kurs nach Nordosten und intensivierte sich für kurze Zeit zu einem Hurrikan der Kategorie eins – einer der frühesten Hurrikane im Juni –, nahm jedoch rasch wieder an Stärke ab und wendete sich nach Westen zurück. Er löste sich am 6. Juni in der Nähe der Florida Keys auf. Alberto ist ein seltenes Beispiel eines tropischen Wirbelsturmes, der im Golf von Mexiko auftritt, ohne jemals direkt über Land zu ziehen.
Trotzdem wurden in Kuba durch heftige Fluten wegen des Sturmes 23 Personen getötet. Im südlichen Florida war der Regen teilweise ausgedehnt, und die höchste Regenmenge wurde mit 418 mm in Tavernier gemessen.

### Subtropischer Sturm Eins
→ Hauptartikel: Subtropischer Sturm Eins (1982)
Der Subtropische Sturm Eins bildete sich am 18. Juni im Osten des mittleren Bereiches des Golfes von Mexiko und folgte fast genau einen geraden Kurs in nordöstlicher Richtung, den er während seiner gesamten Existenz beibehielt. Er überquerte die Halbinsel Florida in dieser Nacht, wo er die Ausgabe von zahlreichen Warnungen vor schweren Gewittern und Tornados veranlasste. Der Sturm setzte seinen Weg fort, kreuzte die Outer Banks in North Carolina. Er behielt seine Stärke bis zum 20. Juni bei, als er bei Neufundland außertropisch wurde.
Der Subtropische Sturm Eins ist für drei Tote in Florida verantwortlich, brachte einen Trawler vor der Küste von North Carolina zum Sinken und verursachte Schäden von zehn Millionen US-Dollar.

### Tropischer Sturm Beryl
Am 27. August löste sich von der Westküste Afrikas eine tropische Welle, die sich schnell in ein tropisches Tiefdruckgebiet entwickelte. Am späten Abend des 28. August intensivierte sich das Tief in den Tropischen Sturm Beryl und zog direkt südlich an den Kapverden vorbei. Der Sturm verstärkte sich kontinuierlich und erreichte am 31. August mit Windgeschwindigkeiten von 110 km/h seinen Höhepunkt. Ein Auge war auf Satellitenaufnahmen erkennbar, verschwand jedoch rasch, als sich die Windscherungen in der Höhe verstärkten. Am 2. September schwächte sich Beryl zum tropischen Tiefdruckgebiet ab und am 6. September löste sich das System nördlich der Kleinen Antillen auf.
Am Anfang seiner Existenz brachte Beryl schwerste Regenfälle auf die kapverdische Insel Sal. Der Schaden durch den Sturm in dem Archipel summierte sich auf drei Millionen US-Dollar (1982). Beryl verursachte 115 Todesopfer in dem Inselstaat. Nach dem Sturm wurde durch die Vereinigten Staaten humanitäre und wirtschaftliche Hilfe geleistet, um die Folgen von Beryl zu beseitigen.

### Tropisches Tiefdruckgebiet Drei
Das System bildete sich am 6. September südöstlich von Beryl im tropischen Atlantik. Am Nachmittag des 7. Septembers bewegte sich das System nordöstlich der Inseln über dem Winde Kleinen Antillen und war dabei vertikaler Windscherung ausgesetzt, sodass es sich am 9. September östlich der Bahamas auflöste.

### Tropischer Sturm Chris
Am 8. September bildete sich im Golf von Mexiko nahe der Oberfläche ein Tiefdruckgebiet, das westwärts zog und sich am nächsten Tag zu einem subtropischen Tief entwickelte. Unter dem Einfluss eines Trogs wendete sich das Tiefdruckgebiet nach Norden und nachdem es sich stetig weiter entwickelte, transformierte sich das System am späten 10. September in den Tropischen Sturm Chris. Der Sturm erreichte seine Spitze mit Windgeschwindigkeiten von 100 km/h, bevor er in der Nähe von Sabine Pass in Texas auf das Festland zog. Chris setzte seinen Weg im Landesinneren fort, bis er sich am 13. September über Arkansas auflöste. Vor dem Landfall waren 6500 Menschen aus dem Süden Louisianas evakuiert worden und eine Reihe von Ölplattformbesatzungen wurden vorsichtshalber an Land.
Die Zugbahn von Chris verzeichnete teilweise kräftige Niederschläge, die mit 407 mm in Delhi, Louisiana, ihren Höchstwert erreichten, aber auch in Mississippi und Tennessee über 250 mm betrugen. Der Regen verursachte lokale Sturzfluten in Tennessee und Kentucky, wo Überschwemmungen mehrerer Flüsse verzeichnet wurden. Der Sturm verursachte neun Tornados, von denen vier die Stufe F2 oder höher auf der Fujita-Skala erreichten.
Auf See verursachte Chris eine Sturmflut, deren Wasserstand 1,5–1,8 m über den Normalwert reichte. Dadurch wurden im Golf von Mexiko Schäden an Booten verursacht. Entlang seiner Zugbahn verursachte Chris insgesamt einen Sachschaden von zwei Millionen US-Dollar.

### Hurrikan Debby
→ Hauptartikel: Hurrikan Debby (1982)
Debby begann ihren Lebenszyklus als eine tropische Welle, die degenerierte, kurz nachdem sie sich von der Küste Afrikas löste. Sie wanderte über den Atlantischen Ozean und begann am 13. September sich vor der Nordküste Haitis zu einem tropischen Tiefdruckgebiet zu organisieren. Das Tief wendete sich nach Norden und intensivierte sich zu einem tropischen Sturm und dann zu einem Hurrikan. Hurrikan Debby wanderte nord-nordostwärts und bedeckte Bermuda mit Winden in der Stärke eines tropischen Sturmes. Debby intensivierte sich weiter, als sie nach Norden zog und erreichte ihre Spitze mit einer Windgeschwindigkeit von 220 km/h. Winde in der Stärke eines tropischen Sturmes wurden auch am 18. September am Kap Race in Neufundland gemessen, als Debby vorüberzog. Der Sturm beschleunigte seine Vorwärtsgeschwindigkeit und begann über dem kälteren Wasser des nördlichen Atlantiks schwächer zu werden. Debby verband sich am 20. September mit einem starken nichttropischen System über den Britischen Inseln.
Die vorlaufende Störung zu Debby brachte heftigen Niederschlag nach Puerto Rico, mit Regenmengen von bis zu 327 mm im südwestlichen Teil der Insel. Debby verursachte nur geringe Schäden.

### Tropisches Tiefdruckgebiet Sechs
Dieses tropisches Tiefdruckgebiet bildete sich am 16. September 1450 km westlich der Kapverden und zog west-nordwestwärts über den tropischen Atlantischen Ozean. Etwa 1200 km östlich der Kleinen Antillen löste sich das System am 20. September auf.

### Tropisches Tiefdruckgebiet Sieben
Das Resttief des Tropischen Tiefdruckgebietes Sieben setzte seinen Weg in westnordwestlicher Richtung über den südwestlichen Nordatlantik fort. Daraus entwickelte sich am 25. September etwa 450 km westlich von Bermuda. Das System drehte eine Kurve nach Norden und Nordosten und löste sich schließlich südöstlich von Nova Scotia am 27. September auf.

### Tropischer Sturm Ernesto
Von der Küste Afrikas bildete sich am 23. September eine tropische Welle. Die westliche Flanke der Welle dehnte sich aus und wurde am 30. September als Tropisches Tiefdruckgebiet klassifiziert. Das Tiefdruckgebiet intensivierte sich und machte am 1. Oktober eine scharfe Wendung. Ein Aufklärungsflugzeug der US Air Force stellte Windgeschwindigkeiten von 65 km/h und einen Luftdruck von 1003 hPa fest, worauf das Tiefdruckgebiet zum Tropischen Sturm Ernesto hochgestuft wurde. Ein zweites Flugzeug hat am 2. Oktober ein Windgeschwindigkeit von 115 km/h und einen Luftdruck von 997 hPa gemessen, aber am 3. Oktober verband sich Ernesto mit einem außertropischen Tiefdruckgebiet und war danach nicht mehr identifizierbar. Ernesto hat sich keiner Landfläche genähert und keine bekannten Schäden verursacht.

## Accumulated Cyclone Energy (ACE)
| ACE (104kt2) – Sturm | ACE (104kt2) – Sturm | ACE (104kt2) – Sturm | ACE (104kt2) – Sturm | ACE (104kt2) – Sturm | ACE (104kt2) – Sturm | ACE (104kt2) – Sturm |
| -------------------- | -------------------- | -------------------- | -------------------- | -------------------- | -------------------- | -------------------- |
| 1                    | 18,2                 | Debby                | 4                    | 1,65                 | Ernesto              |                      |
| 2                    | 5,45                 | Beryl                | 5                    | 1,29                 | Chris                |                      |
| 3                    | 2,06                 | Alberto              |                      |                      |                      |                      |
| Gesamt: 28,6         |                      |                      |                      |                      |                      |                      |

Die Accumulated Cyclone Energy ist eine Maßzahl, die den Vergleich von Hurrikansaisons ermöglicht. Die Tabelle zeigt die ACE für jeden Sturm der Saison, der mindestens die Stärke eines tropischen Sturmes erreichte. Dabei wird die alle sechs Stunden gemessene Windgeschwindigkeit quadriert; diese Messungen werden anschließend addiert. Länger andauernde Stürme erreichen also eine höhere ACE. Im atlantischen Becken gelten Jahre mit einer ACE unter 66 als unterdurchschnittlich aktiv.

## Sturmnamen
Die folgende Namensliste wurde für benannte Stürme verwendet, die sich im Nordatlantik während der Hurrikansaison 1982 bildeten. Von dieser Liste wurde keine Namen gestrichen, sodass diese unverändert während der Atlantischen Hurrikansaison 1988 wiederverwendet wurde. Diese Namen wurden erstmals verwendet, mit Ausnahme von Florence und Helene, die in den Jahren 1954, 1958, 1960 und 1964 vergeben wurden.
Alberto, Beryl, Chris, Debby und Ernesto
Nicht zur Anwendung kamen:
Florence, Gilbert, Helene, Isaac, Joan, Keith, Leslie, Michael, Nadine, Oscar, Patty, Rafael, Sandy, Tony, Valerie und William